# مرقد خوله دختر حسین

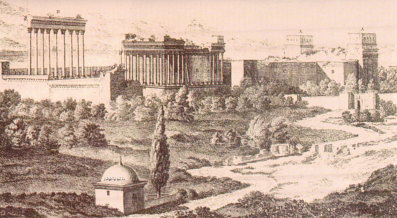
نقاشی مرقد خوله توسط رابرت وود سال ۱۱۷۰ هجری یا ۱۷۵۷ میلادی

مرقد خوله دختر حسین بن علی در ورودی جنوبی شهر بعلبک در کشور لبنان و در مقابل بانک مرکزی لبنان قرار دارد.

## سیده خوله دختر حسین بن علی
سیده خوله دختر حسین بن علی است که با او در واقعه کربلا حاضر بود و در راه بازگشت به سبب شرایط اسارت، در اثر تشنگی و گرسنگی درگذشت و در این مکان به خاک سپرده شد.
در کنار این مقبره درختی است که اهالی معتقدند سیده زینب آن را در کنار مزار کاشت تا نشانی برای یافتن آن باشد. این درخت اکنون مورد احترام زایرین است.

## بازسازی
با توجه به کتیبه نصب شده در بالای درب چوبی ورودی، این مکان در سال ۱۴۱۶ هجری قمری با کمک ایران بازسازی شده‌است.